# 5 000 meter för herrar i friidrott vid olympiska sommarspelen 1980
5000 meter herrar vid olympiska sommarspelen 1980 i Moskva avgjordes 31 juli. 

## Medaljörer
| Gren       | Guld                     | Guld     | Silver                      | Silver   | Brons                     | Brons    |
| 5000 meter | Miruts Yifter · Etiopien | 13.20,91 | Suleiman Nyambui · Tanzania | 13.21,60 | Kaarlo Maaninka · Finland | 13.22,00 |

## Resultat

### Final
| Placering | Final                     | Tid     |
| --------- | ------------------------- | ------- |
|           | Miruts Yifter (ETH)       | 13.21,0 |
|           | Suleiman Nyambui (TAN)    | 13.21,6 |
|           | Kaarlo Maaninka (FIN)     | 13.22,0 |
| 4.        | Eamonn Coghlan (IRL)      | 13.22,8 |
| 5.        | Markus Ryffel (SUI)       | 13.23,1 |
| 6.        | Dietmar Millonig (AUT)    | 13.23,3 |
| 7.        | John Treacy (IRL)         | 13.23,7 |
| 8.        | Aleksandr Fjodotkin (URS) | 13.24,1 |
| 9.        | Jiří Sýkora (TCH)         | 13.25,0 |
| 10.       | Yohannes Mohamed (ETH)    | 13.28,4 |
| 11.       | Martti Vainio (FIN)       | 13.32,1 |
| 12.       | Mohamed Kedir (ETH)       | 13.34,2 |

### Semifinaler
- Hölls onsdagen den 30 juli 1980

| Placering | Heat 1                 | Tid     |
| --------- | ---------------------- | ------- |
| 1.        | Yohannes Mohamed (ETH) | 13.39,4 |
| 2.        | Miruts Yifter (ETH)    | 13:40.0 |
| 3.        | Kaarlo Maaninka (FIN)  | 13:40.2 |
| 4.        | John Treacy (IRL)      | 13:40.3 |
| 5.        | Nick Rose (GBR)        | 13:40.6 |
| 6.        | Valerij Abramov (URS)  | 13:40.7 |
| 7.        | Zakariah Barie (TAN)   | 13:44.9 |
| 8.        | Emiel Puttemans (BEL)  | 13:50.2 |
| 9.        | David Moorcroft (GBR)  | 13:58.2 |
| 10.       | Dave Fitzsimons (AUS)  | 13:58.3 |
| 11.       | Hansjörg Kunze (GDR)   | 14:00.3 |
| 12.       | Enrique Aquino (MEX)   | 14:01.4 |

| Placering | Heat 2                    | Tid     |
| --------- | ------------------------- | ------- |
| 1.        | Mohamed Kedir (ETH)       | 13.28,6 |
| 2.        | Eamonn Coghlan (IRL)      | 13:28.8 |
| 3.        | Markus Ryffel (SUI)       | 13:29.3 |
| 4.        | Dietmar Millonig (AUT)    | 13:29.4 |
| 5.        | Suleiman Nyambui (TAN)    | 13:30.2 |
| 6.        | Martti Vainio (FIN)       | 13:30.4 |
| 7.        | Jiří Sýkora (TCH)         | 13:31.0 |
| 8.        | Aleksandr Fjodotkin (URS) | 13:31.9 |
| 9.        | Barry Smith (GBR)         | 13:36.7 |
| 10.       | Alex Hagelsteens (BEL)    | 13:46.7 |
| 11.       | Steve Austin (AUS)        | 13:47.6 |
| 12.       | El-Hachemi Abdenouz (ALG) | 14:15.9 |

### Försöksheat
- Hölls måndagen den 28 juli 1980

| Placering | Heat 1                    | Tid     |
| --------- | ------------------------- | ------- |
| 1.        | Miruts Yifter (ETH)       | 13.44,4 |
| 2.        | Hansjörg Kunze (GDR)      | 13:44.4 |
| 3.        | Nick Rose (GBR)           | 13:44.7 |
| 4.        | John Treacy (IRL)         | 13:44.8 |
| 5.        | Alex Hagelsteens (BEL)    | 13:44.9 |
| 6.        | Aleksandr Fjodotkin (URS) | 13:45.6 |
| 7.        | Dave Fitzsimons (AUS)     | 13:46.4 |
| 8.        | Enrique Aquino (MEX)      | 13:48.9 |
| 9.        | Gopal Singh Saini (IND)   | 14:06.6 |
| 10.       | Robert Chideka (BOT)      | 14:47.2 |
| 11.       | Laxaman Basnet (NEP)      | 16:11.7 |

| Placering | Heat 2                    | Tid     |
| --------- | ------------------------- | ------- |
| 1.        | El-Hachemi Abdenouz (ALG) | 13,42,1 |
| 8.        | Mohamed Kedir (ETH)       | 13:42.7 |
| 8.        | Valerij Abramov (URS)     | 13:42.9 |
| 8.        | Emiel Puttemans (BEL)     | 13:43.0 |
| 8.        | David Moorcroft (GBR)     | 13:43.0 |
| 8.        | Jiří Sýkora (TCH)         | 13:43.1 |
| 8.        | Steve Austin (AUS)        | 13:43.2 |
| 8.        | Martti Vainio (FIN)       | 13:45.2 |
| 8.        | Zakariah Barie (TAN)      | 13:49.9 |
| 9.        | Mick O'Shea (IRL)         | 14:03.0 |
| 10.       | Bernardo Manuel (ANG)     | 14:51.4 |
| 11.       | Saleh El-Ali (SYR)        | 15:08.2 |

| Placering | Heat 3                 | Tid     |
| --------- | ---------------------- | ------- |
| 1.        | Markus Ryffel (SUI)    | 13.45,0 |
| 2.        | Suleiman Nyambui (TAN) | 13:45.4 |
| 3.        | Eamonn Coghlan (IRL)   | 13:45.4 |
| 4.        | Dietmar Millonig (AUT) | 13:45.7 |
| 5.        | Yohannes Mohamed (ETH) | 13:45.8 |
| 6.        | Kaarlo Maaninka (FIN)  | 13:45.8 |
| 7.        | Barry Smith (GBR)      | 13:46.3 |
| 8.        | Enn Sellik (URS)       | 13:52.4 |
| 9.        | Rachid Habchaoui (ALG) | 13:59.9 |
| 10.       | Zephaniah Ncube (ZIM)  | 14:06.7 |
| 11.       | Pedro Mulomo (MOZ)     | 15:11.9 |
| 12.       | Amadou Alimi (BEN)     | 15:44.0 |